# Fat Mattress
Fat Mattress is een voormalige Britse rockband.

## Bezetting
- Neil Landon (zang) (overleden 2020)
- Noel Redding (gitaar, zang, 1968-1969) (gitaar, zang (overleden, 2003)
- Jim Leverton (bas, orgel, zang, klavecimbel) (geboren James Leverton, in 1946, in Dover, Kent, Engeland)
- Eric Dillon (drums, percussie) (geboren in 1950, in Swindon, Wiltshire, Engeland)
- Steve Hammond (gitaar, 1969-1970) (geboren in 1939 in Londen - overleden in 1994 in Port Hueneme, Californië)
- Mick Weaver (orgel, klavecimbel, piano, 1969-1970)

## Carrière
Noel Redding, basgitarist bij de band The Jimi Hendrix Experience, formeerde kort voor het einde van deze band Fat Mattress om daar als gitarist te beginnen. Hij huurde Jim Leverton, Neil Landon en Pete Kircher in. Deze laatste werd later vervangen door drummer Eric Dillon.
De drie muzikanten waren in het rockcircuit reeds bekend. Leverton speelde bas bij The Walker Brothers bij hun hit The Sun Ain't Gonna Shine Anymore, Neil Landon was zanger bij The Flower Pot Men en zong hun hit Let's Go to San Francisco. De drie waren al sinds 1962 vrienden van elkaar. Samen toerden ze met hun band Neil Landon & The Burnettes tot 1965 door Duitse clubs, waarna ze de band ontbonden. In 1968 kwamen ze weer samen met Fat Mattress. Ze kregen een platencontract bij Polydor en brachten in de herfst van 1969 hun eerste lp Fat Mattress uit. Alleen al in de Verenigde Staten verkochten ze daarvan een half miljoen exemplaren.
Nadat ze tot dusver altijd als voorband hadden gespeeld, toerden ze nu zelf door de Verenigde Staten. Redding en Leverton vielen uit en werden vervangen door Mick Weaver en Steve Hammond. Toen ze weer in het Verenigd Koninkrijk waren, namen ze hun tweede album Fat Mattress II op, maar daarna werd de band weer ontbonden.
Redding nam daarna in Ierland verdere platen op. Tijdens de jaren 1990 toerde hij met de Zwitserse band More Experience, die songs speelde van Jimi Hendrix. Jim Leverton speelde bas voor Steve Marriott en speelt sinds 1996 bas bij Caravan. Eric Dillon wisselde van branche en werd piloot, Neil Landon verhuisde naar Hamburg en werkt daar tot heden als zanger. Pete Kircher ging naar Status Quo.

## Discografie

### Albums
- 1969: Fat Mattress

Nummers: All Night Drinker; I Don't Mind; Bright New Day; Petrol Pump Assistant; Mr. Moonshine; Magic Forest; She Came in the Morning; Everything's Blue; Walking Through a Garden; How Can I Live. Alleen in latere heruitgaven: Little Girl in White; Margerita; Which Way to Go; Future Days; Cold Wall of Stone.
- 1970: Fat Mattress II

Nummers: The Storm; Anyway You Want; Leafy Lane; Naturally; Roamin'; Happy My Love; Childhood Dream; She; Highway; At the Ball; People. Alleen in latere heruitgaven: Hall of Kings; Long Red; Words; The River.
- 2000: The Black Sheep of the Family (dubbel-cd)

Anthologie met alle platen en extra nummers van hun geplande, maar niet verwezenlijkte lp Fat Mattress III.

### NPO Radio 2 Top 2000
Van Fat Mattress stond alleen Magic Forest in 2000 in de NPO Radio 2 Top 2000, op plek 1181.